# Фельдзер Костянтин Львович
Костянтин Львович Фельдзер (фр. Constantin Feldzer; 12 жовтня 1909, Київ — 29 грудня 1988, Париж) — французький льотчик-винищувач російського походження, в роки Другої світової війни служив у складі ескадрильї «Нормандія-Німан».

## Біографія
Народився в сім'ї присяжного повіреного Льва Леонтійовича Фельдзера (1876—1928), випускника юридичного факультету Київського імператорського університету, з одного із найзаможніших єврейський сімейств Півдня Росії. Дід, потомствений почесний громадянин Леонтій Тимофійович (Тевелевич) Фельдзер, працював у банківській справі та будівельному виробництві, був членом ради Центрального банку товариств взаємного кредиту та ради Одеського купецького банку; прадід, купець першої гільдії Тевель Ліберович Фельдзер, був одним з найбільших орендарів у єврейських землеробських колоніях Херсонської губернії, гласним Херсонського губернського земського зібрання (1875—1892) та почесним блюстителем херсонських казенних єврейських училищ 1-го розряду. Л. Л. Фельдзер входив до складу очолюваної Л. М. Яснопольским редакції «Банкової енциклопедії» у двох томах (Киев: Издательство «Банковой энциклопедии», 1914 і 1917). У 1920 році Лев Леонтійович Фельдзер, як юрисконсульт посольства Швеція, був евакуйований з усією родиною та оселився в Парижі.
Костянтин Фельдзер закінчив ліцей Мішле та Військову школу Бреге. Вступив у Військово-повітряні сили Франції, отримав свідоцтво льотчика в 1929 році.
У вересні 1939 року в званні ад'ютанта Фельдзер був приписаний до винищувальної групи 3/10, брав участь у повітряних боях в небі над Францією. 14 травня 1940 року в одному з боїв збив Messerschmitt Bf.109. Після поразки французьких військ 17 червня 1940 року був демобілізований, проте вирішив продовжити воювати. Разом із групою французьких і польських льотчиків зробив спробу нелегально потрапити на зафрахтованому судні в Північну Африку та приєднатися до військового угруповання союзників. На шляху з Марселя в Гібралтар терпить корабельну аварію і його виносить на берег Ібіси, де його іспанська влада інтернує і висилає назад до Франції.
20 грудня Фельдзер під вигаданим ім'ям знову намагається досягти Африки. В Алжирі його заарештовують та засуджують на один рік каторжних робіт. У листопаді 1942 року він виходить на волю, проте 16 листопада його знову заарештовують і саджають до в'язниці за підтримку англо-американських військ у висадці у Північній Африці. Після переходу Тунісу на бік союзників 1 січня його звільняють та повертають до авіації. 23 травня 1942 року вступає до винищувальної групи 2/7 у складі Британських Королівських повітряних сил та Повітряних сил США, в якій брав участь у 40 вильотах на Спітфайрі під час Туніської кампанії. 11 червня 1943 року біля острова Пантеллерія збив Junkers Ju 88.
У 1943 році вступає добровольцем у третю ескадрилью «Нормандія — Німан», у складі якої бере участь у різних бойових завданнях. 1 серпня 1944 року під час бою над Східною Пруссією його літак збивають. Фельдзеру, незважаючи на важке поранення, опіки та тимчасову втрату зору, вдається приземлитися на парашуті біля ворога. Його беруть у полон і поміщають до табору для радянських військовополонених, де він утримувався з іншим пілотом «Нормандії — Німан» Жаном Беісадом. 6 березня 1945 року разом із двома радянськими офіцерами йому вдається втекти. 25 березня він сягає Дармштадта, що знаходився на кордоні німецько-американського фронту, перетинає фронт і добирається до Парижа.
Костянтин Фельдзер, який вважався двічі загиблим, насилу домагається відновлення в лавах французьких ВПС у званні молодшого лейтенанта, проте через гострі конфлікти з керівництвом залишає військову службу. Він продовжив свою кар'єру у ВПС, ставши заступником куратора музею авіації. Із 1955 по 1974 рік працював у французькій вугільній компанії «Charbonnages de France», що співпрацювала з радянською вугільною промисловістю. У 1979 році служив у Суецькому банку, на початку 1980-х працював журналістом у Москві. У 1987 році видав у Парижі книгу «On y va, aventures d'un pilote français» («Вперед, пригоди французького пілота»). Помер у грудні 1988 року в Парижі, похований на цвинтарі Пер-Лашез .

## Сім'я
Засновниками династії промисловців, банкірів та землевласників Фельдзера були брати Лібер, Йосип, Леонтій та Іона Фельдзери, орендарі земельних ділянок в єврейських землеробських колоніях Херсонської губернії .
- Брати — військові льотчики Вадим Фельдзер (1907—1944, потрапив у полон, розстріляний) та Олексій Фельдзер (1913—1937, загинув під час польоту). Племінники (сини Вадима Фельдзера та Олени Ісааківни Маршак) — льотчик і діяч у галузі аеронавтики Жерар Фельдзер (нар. 1944), директор Музею аеронавтики в Ле-Бурже (2005—2010)[11][12]; Жорж Фельдзер, також директор Музею аеронавтики в Ле-Бурже[13][14].
- Дядьки (брати батька) — Самуїл Леонтійович Фельдзер, присяжний повірений, що разом із батьком К. Л. Фельдзера фігурував у протоколах справи про вбивство Столипіна; Еммануїл Леонтійович Фельдзер (1886—1963), банкір та чоловік першої коханої поета Бориса Пастернака Іди Давидівни Висоцької (дочки торгівця Давида Вульфовича Висоцького)[15]. Дружина дядька — Надія Олександрівна Фельдзер (1880—1944), була дочкою адвоката О. С. Гольденвейзер, сестрою адвоката та громадського діяча О. О. Гольденвейзера, антрополога О. О. Гольденвейзера та економіста Е. О. Гольденвейзера[16][17].